# Il ribelle torna in città
Il ribelle torna in città (Rebel in Town) è un film del 1956 diretto da Alfred L. Werker.
È un western statunitense con John Payne, J. Carrol Naish e Ruth Roman.

## Produzione
Il film, diretto da Alfred L. Werker su una sceneggiatura di Danny Arnold, fu prodotto da Howard W. Koch tramite la Schenck-Koch Productions e la Bel-Air Productions e girato nel Jack Ingram Ranch a Woodland Hills e nel Janss Conejo Ranch a Thousand Oaks, in California, dal 9 gennaio al primi di febbraio 1956. Il brano della colonna sonora Rebel in Town fu composto da Les Baxter e Lenny Adelson.

## Distribuzione
Il film fu distribuito con il titolo Rebel in Town negli Stati Uniti dal 30 luglio 1956 al cinema dalla United Artists.
Altre distribuzioni:
- in Finlandia il 15 settembre 1956 (Vahingonlaukaus)
- in Austria nel 1957 (Der Rebell von Arizona)
- in Germania Ovest nel 1957 (Der Rebell von Arizona)
- in Svezia il 31 maggio 1957 (Rebellen)
- in Portogallo il 13 gennaio 1958 (Um Rebelde na Cidade)
- in Belgio (Je te vengerai mon fils)
- in Brasile (Sede de Matar)
- in Spagna (Rebeldes en la ciudad)
- in Grecia (Epanastatis stin poli)
- in Italia (Il ribelle torna in città)

## Promozione
Le tagline sono:
- The day a woman walked into the West's bloodiest nightmare of vengeance!
- STOP IT! STOP ALL THIS KILLING!
- "You killed your own brother for money!"
- "Just remember this -- I did it to save my husband's life!"
- A whole town gone mad with vengeance!